# Туристичка организација општине Власотинце
| Туристичка организација општине Власотинце |                                    |
|                                            |                                    |
| Оснивач:                                   | Општина Власотинце                 |
| Седиште:                                   | Трг Ослобођења, Власотинце, Србија |
| Директор:                                  | Наташа Ђокић Живковић              |
| Веб презентација                           |                                    |

Туристичка организација Власотинце је једна од јавних установа општине Власотинце, основана Одлуком Скупштине општине, са циљем израде програма развоја и унапређења туризма, као и промоција туристичких локалитета и атракција на подручју општине Власотинце.
Визија Туристичке организације је да на основу стратешких и развојних активности града, направи план маркетиншких активности, како би Власотинце постало пожељно место на туристичкој мапи Европе, а мисија је промоција Власотинца као атрактивне туристичке дестинације, на домаћем и страном тржишту.
Послови које обавља Туристичка организација општине Власотинце:
- планирање развоја туризма Власотинца
- анализа домаћег и страног туристичког тржишта
- израда и дистрибуција туристичког промотивног материјала
- промоција Власотинца путем дигиталних медија[2]
- координација свих учесника туристичке понуде Власотинца
- промоција Власотинца на домаћим и међународним туристичким сајмовима
- сарадња са другим градовима и институцијама у земљи и иностранству
- пружање помоћи у организовању манифестација и конгреса.